# Satyrus sichotensis
Satyrus sichotensis är en fjärilsart som beskrevs av Holik 1956. Satyrus sichotensis ingår i släktet Satyrus och familjen praktfjärilar. Inga underarter finns listade.